# 映画ドラえもん 新・のび太の日本誕生
- ドラえもん > 大長編漫画 > のび太の日本誕生 > 映画 新・のび太の日本誕生
- ドラえもん > 映画 > 大長編 > 新・のび太の日本誕生

『映画ドラえもん 新・のび太の日本誕生』（えいがドラえもん しん のびたのにっぽんたんじょう）は、2016年の日本のSFコメディアニメ映画。原作は藤子・F・不二雄の長編漫画『ドラえもん のび太の日本誕生』で、同作の映画は2作目。映画「ドラえもん」シリーズの第36作目。監督・脚本は八鍬新之介。

## ストーリー
はるか大昔の中国大陸。原始人の少年・ククルは川へ漁に出掛けて魚を獲ってきたが、帰還した時には既に村は何者かに襲撃され焼け野原と化していた。絶望に陥る中、そこへ突如ブラックホールのような裂け目（時空乱流）が現れ中へと吸い込まれてしまった。
一方、現代の日本では、家でも学校でも叱られてばかりののび太が家出を決意し、ママの反対を押し切って家を飛び出す。だが、どこもかしこも私有地か国有地でどこにも自分の思い通りになる土地が見当たらない。最初は「止めても無駄だからね!!」とのび太をバカにしたドラえもん、しずか、ジャイアン、スネ夫の4人も各々の理由で家出するも行くところがなく途方に暮れていた。それならばいっそのことまだ人間が誰も住んでいない旧石器時代（7万年前）の日本へ行こうと思い立ち、史上最大の家出へと出発する。誰にも邪魔されないユートピアが完成したが、親が心配になり一時帰宅することにした。
数日後、ドラえもんたちはひょんなことから現代に飛ばされたククルと出会う。ククルの一族であるヒカリ族は、精霊王ギガゾンビに操られる凶暴なクラヤミ族の襲撃を受けたという。ドラえもんたちは捕われたヒカリ族を救出するため、力を合わせて中国大陸へ向かい、ヒカリ族を連行していたツチダマを倒した。救出したヒカリ族をどこでもドアでギガゾンビの手も届かない場所として日本に移住させた。
ヒカリ族は新天地の日本で新たな村の建設を開始し、ドラえもんたちはそれを見届けた後、元の時代へ帰っていったが、その後ドラえもんたちが再び訪れて見るとギガゾンビにより村は滅ぼされていた。ヒカリ族はすでに中国大陸にあるギガゾンビの居城、常闇の宮（とこやみのみや）に連行された後だった。
常闇の宮を探すドラえもん一行だったが、吹雪の中でのび太がはぐれて行方不明になってしまう。
ドラえもんたちは、たまたま避難した洞窟から常闇の宮を発見。ドラえもんは亜空間破壊装置の部屋にたどり着き、ギガゾンビと対峙し、彼が未来から来た時空犯罪者であることに気づき、戦いを挑むも敗れて捕えられる。
ドラえもんたちが生け贄に捧げられそうになったところへ、のび太が、彼の作った空想動物のペガ（ペガサス）・グリ（グリフィン）・ドラコ（ドラゴン）とともにあらわれる。奴隷にされていたヒカリ族も蜂起してクラヤミ族と戦い、ドラえもんたちは亜空間破壊装置の部屋でギガゾンビとの決戦に及ぶ。亜空間破壊装置はククルが破壊。さらにドラえもんが投げた本物の石槍が決め手となり、ギガゾンビの仮面が叩き割られた。
ドラミとタイムパトロール隊も駆け付け、ギガゾンビは歴史破壊未遂罪で逮捕、彼の施設は歴史に残らないよう破壊される。ヒカリ族は改めて日本の地で新しい村を作ることになった。のび太の空想動物は空想動物サファリパークへ引き取られることになり、タイムパトロール隊と旅立つ。一同は涙で見送り、壮大な家出は幕を閉じるのだった。

## 声の出演
- ドラえもん - 水田わさび
- 野比のび太 - 大原めぐみ
- 源静香 - かかずゆみ
- 剛田武 - 木村昴
- 骨川スネ夫 - 関智一
- 野比玉子 - 三石琴乃
- 野比のび助 - 松本保典
- ドラミ - 千秋
- ジャイアンの母 - 竹内都子

## ゲストキャラクター

### ヒカリ族
ククル
声 - 白石涼子
ヒカリ族の少年。時空乱流に飲み込まれて、現代の中華人民共和国の和県（ホーシェン）にあたる場所から現代の日本にタイムスリップしてしまい、そこでドラえもん達と出会い友達になる。身体能力は非常に高く、狩りに関する知識も豊富。石槍と犬笛を所持している。
旧作後半で激減していた出番が、リメイクで増えている。特にギガゾンビの基地での戦いに参戦し、その際の活躍がドラえもんたちの勝利に大きく貢献した。また、エンディングでは原作のラストページとなる、ドラえもんたちがタイム・テレビで大人になったククルの様子を見るシーンが再現されており、妻と子供たちも登場した。
デザインが変わり、いくつもの装身具を身体に着けるようになった。また瞳も大きくなり、体型もややスタイリッシュになっている。
タジカラ
声 -  石井康嗣
ククルの父親。息子同様、終盤で仲間と共にドラえもんたちと共闘し、クラヤミ族と戦った。
コイヤメ
声 -  甲斐田ゆき
ククルの母親。旧作での名前はタラネと表記されていた。
ヒカリ族の長老
声 -  矢田稔
ヒカリ族の中で最長老の老人。
ヒカリ族
声 -  大西健晴
ヒカリ族の村人たち。
ドラゾンビ
声 -  水田わさび
クラヤミ族に拘束されているヒカリ族を助けるため、ギガゾンビを意識して変装したドラえもんの姿。手に持っているショックステッキでクラヤミ族に雷を当てて退治した。前作は岩に乗っていたが、本作では雲に乗っており、鼻輪もつけている。退治後も周りからドラゾンビと呼ばれるが、ドラえもんがジャイアンとスネ夫の頼み（ヒカリ族に便利な道具を貸す）を聞かなかったため、彼らから「ケチゾンビ」とも呼ばれてしまっている。

### クラヤミ族
ギガゾンビ
声 - 大塚芳忠
旧石器時代に現れた、不死身の精霊王を名乗る男。正体は、23世紀からきた時間犯罪者。亜空間破壊装置を開発し、その時代を時空から分離してそこに自らの帝国を築こうと目論んでいた。玉座の横にホモテリウムがいる。クラヤミ族とツチダマを部下や配下として従わせている。どんな機械もバラバラにする槍型の機械を持ち、同様にバラバラにする光線を指から放つことができる。
仮面や衣服の色が旧作と異なるほか、仮面の天辺の骸骨が角のようなものに変わっている。性格は冷徹かつ残忍で、失敗をした部下のツチダマを容赦なく溶解しており、素顔も貧弱な初老の男だった旧作とは異なり、原作に近い鋭い顔つきをした中年男になっている。
最終的にその野望はククルと協力したドラえもんたちによってことごとく打ち砕かれる。特に、頼みの綱であった23世紀に開発された機械をククルに破壊され、完敗。続いて駆けつけたタイムパトロール隊に逮捕され、基地は歴史に残らないように爆破処理された。
族長
声 - 武田幸史
柄の一部に骨がついた石槍を持った、色違いのクラヤミ族。
クラヤミ族
声 - 棚橋弘至・真壁刀義・小島よしお
原作や旧作とは違い、顔や両肩に模様が付いている。ギガゾンビ逮捕後族長とともに自分達の故郷に帰った。
ツチダマ
声 - 家中宏（全個体共通）
ギガゾンビの部下の生きた土偶。1体のみの登場だった旧作とは異なり本作では原作通り複数の個体が登場する。原作では全て遮光器土偶をモデルとした同じデザインだったが、本作では一体ごとにデザインが異なっており、ハート形土偶、ミミズク形土偶、仮面土偶（通称「仮面の女神」）がモデルとされている。原作や映画版と同様体は形状記憶セラミックで出来ているが、ドラミが材質を突き止めている。
最初にドラゾンビと戦ったツチダマは敗れたことでギガゾンビの逆鱗に触れてしまい、杖から放たれたレーザーで溶かされて修復不可能となってしまい、他の個体も最終決戦で原作、旧作同様、瞬間接着銃で動けなくなってしまった。
一人称は「私」。原作及び旧版（第一期）とは異なり、登場時の罵倒は存在しない。
他にも、巨大なマンモス型の像（マンモス土偶）も2体登場していた。これらはククルの助言（狩りの方法）をもとにドンブラ粉で沈められている。

### 空想動物
のび太が複数の動物遺伝子アンプルを組み合わせてクローニングエッグに注入することで作ったペット達。本作では原作・旧作では描かれなかったそれぞれの個性が振り分けられており、監督の八鍬が飼っている三毛猫がモデルとなっている。騎乗担当メンバーも少し変わった。移動中にドラえもんの意向によって一旦離れ離れになってしまうが、遭難したのび太が気を失う直前に吹いた犬笛に反応して彼のもとに駆け付け、ドラコを中心に3匹で囲むように寄り添い一晩中のび太を温め続ける（原作・旧作では駆け付けたのは翌朝）。その後、のび太と共にドラえもん達を助けに駆け付ける。ギガゾンビとの決戦後で、タイムパトロール隊の隊長の「架空の動物はどんな時代にも存在してはいけない」という法令に基づき、のび太に別れを惜しまれつつ空想動物サファリパークへ引き取られることになる。
ペガ
声 -  下和田ヒロキ
ペガサス。馬と白鳥のアンプルの組み合わせで生まれた。旧作とは異なり、目が原作に寄せた黒目がちなデザインとなっているほか、ブラッシングを好むというキャラ付けがされた。のび太とククルが乗る。
グリ
声 -  伊東みやこ
グリフィン。鷲とライオンのアンプルの組み合わせで生まれた。本作では木の枝を取ってくる遊びが好きで甘えん坊というキャラ付けがされた。原作・旧作との違いは、ドラえもんとしずかが一緒に乗る。ただし、のび太がスネ夫とジャイアンを救出した後のみ、スネ夫が乗っている。
ドラコ
声 -  甲斐田ゆき
ドラゴン（東洋の竜）。ワニと鹿とコウモリのアンプルの組み合わせで生まれた。本作では食いしん坊というキャラ付けがされた。ジャイアンとスネ夫が乗る。のび太がスネ夫とジャイアンを救出した後はジャイアンのみが乗っていた。

### その他
タイムパトロール隊
声 - 久川綾（隊長）、福井美樹・慶長佑香（隊員）
男女混成のチームで登場し、女性隊員の登場はシリーズ初となる。キャラクターデザインは『T・Pぼん』のリーム・ストリーム、並平凡、安川ユミ子がモデル（字幕放送でそれぞれ凡・ユミ子・リーム隊長と記載。ゲーム版でもリーム隊長と表記あり）。隊員が身に着けるバッジやブレスレットも『T・Pぼん』のものに似たデザインである。本作ではのび太救助には関わっておらず、登場するのはドラえもんとギガゾンビの戦いの決着がついた後である。
タイムマシン
声 -  伊東みやこ
地主
声 -  石井康嗣

## スタッフ
監督は『ドラえもん 新・のび太の大魔境 〜ペコと5人の探検隊〜』（2014年）を手掛けた八鍬新之介。本作では『ドラえもん 新・のび太と鉄人兵団 〜はばたけ 天使たち〜』（2011年）より担当していた清水東に代わり脚本も兼任する。監督が脚本を務めるのは、『のび太の恐竜2006』（2006年）以来であり、制作過程で脚本担当者との調整時間を短縮する狙いもあって八鍬が自ら執筆した。
また、『のび太の宇宙英雄記』の監督である大杉宜弘がオープニング原画、『新・のび太と鉄人兵団 〜はばたけ 天使たち〜』のキャラクターデザインを務めた金子志津枝がエンディング原画をそれぞれ担当している。金子は2011年にシンエイ動画を退社しフリーランスとなったため、映画ドラえもんシリーズには5年ぶりの参加となる。
| 原作                           | 藤子・F・不二雄 |
| キャラクターデザイン           | 丸山宏一 |
| プロップデザイン               | 鈴木勤 |
| 美術監督                       | 清水としゆき |
| 撮影監督                       | 末弘孝史 |
| 編集                           | 小島俊彦 |
| 録音監督                       | 田中章喜 |
| 効果                           | 糸川幸良 |
| 音楽                           | 沢田完 |
| チーフプロデューサー           | 大倉俊輔 大金修一 新井麻実 松井聡 |
| 監督・脚本                     | 八鍬新之介 |
| 絵コンテ                       | 八鍬新之介 |
| 演出                           | 岡野慎吾 |
| 総作画監督                     | 丸山宏一 |
| メカ作画監督                   | 鈴木勤 |
| 作画監督                       | 大城勝 山川浩臣 桝田浩史 茂木琢次 |
| オープニング原画               | 大杉宜弘 |
| エンディング原画               | 金子志津枝 |
| 原画                           | 大塚正実 山森英司 山口晋 宮本佐和子 秦綾子 末吉裕一郎 吉田正幸 小澤早依子 加来哲郎 加来由加里 千葉ゆみ 松井祐子 上田幸一郎 曽々木安恵 山下晃 西村貴世 髙野綾 河野悦子 土屋祐太 内田シンヤ 八木郁乃 佐藤誠之 中本和樹 林志保 松井啓一郎 黒崎知栄実 小野可奈子 篠原真紀子 小林麻衣子 小西富洋 渡部貴喜 藤原巧和 本吉晃子 伊藤一樹 小野慎哉 河毛雅妃 北山修一 三輪修 清水洋 戸部敦夫 安藤義信 松尾慎 伊藤秀次 村木靖 大城勝 山川浩臣 桝田浩史 茂木琢次 |
| 第二原画                       | 𠮷田清美 佐藤友子 こすぎなほこ 金正男 中川明希 武藤信宏 長尾祐希子 長島崇 遠藤良恵 辻仁子 苗木陽子 田中萌 田中薫 大嶋博之 森川均 山本祐希江 本多孝敏 宮崎康子 増田清美 大崎結衣 笛木優奈 氏家友和 今野葉 松井誠 朱原デーナ 片岡恵美子 服部森樹朗 黄薇霓 山川浩美 小美野雅彦 小美野くらら 金世俊 青山浩行 旭プロダクション david production 寿門堂 作楽クリエイト オープロダクション Be-Loop 夢弦館 Snow drop MarBean Animation ウォンバット スタジオ4℃ 日本アニメーション 菁画舎 スタジオルナ 遊歩堂 NAZ 虫プロダクション スタジオコメット スタジオライブ ラパントラック A-Real |
| 動画検査                       | 屋宜優 海老原尚樹 |
| 動画                           | ベガエンタテイメント 松村美佳 堀江佑 宮本美智子 濱田友美 染川仁菜 神谷由季 川重希 山口央 植田千湖 高橋美由希 スタジオエル 安本乃涼 牧野清香 水野友美子 小山優貴子 河野宏美 田中みどり 田中晶名フェリース 渡辺千尋 Wish 三浦綾華 岩井亮太 宮田夕菜 鈴木三音子 寺島幸一 寺本春香 田中菜々美 石橋佳奈 八木里沙子 鈴木駿也 藤本颯 中林みなみ 中国無錫太観動画制作有限公司 宗海濤 杜本茂 馬叢 李晶 馬小川 淡強 オープロダクション 岩切君枝 小川麻衣 田中陽子 本田康明 Murahashi Ryosuke 山本芽以 スノーライトスタッフ 森下智美 江部賢 長谷沼沙織 小池和里 本間小百合 中川敬太 渡部瑞生 ORANGE RYU JA YOUNG HAN SONG HEE SON SEON AH PARK NAN HEE KIM JEONG SOON JEONG HYUN JEONG KIM JUNG LAN HA SEUNG HEE KIM HYE JUNG CHOI YOON KYEONG SUH YOON JOO PARK JIN KYUNG KIM MIN AE CHO EUN SUN LEE JI YOUNG LEE KYUNG MI シンエイ動画 今村洋輝 岩田芙由子 大森舞 遠藤法子 山口真奈 岡崎あずさ 原佳寿美 長谷川夏美 寺田眞佐子 藤野京子 家野尚代 田中立子 八木綾乃 北村知子 |
| 色彩設計                       | 松谷早苗 |
| 色彩設計補佐                   | 戸部弥生 大金紀子 |
| 色指定・検査                   | 倉内美幸 |
| 仕上                           | ベガエンタテイメント 高橋めぐみ 竹内ゆり 中里洋介 スタジオエル 近藤直登 森脇弘史 木村智美 海賀一樹 真水由貴 鈴木ようこ 亀井菜海子 伊藤美紀 都丸陽子 沼田千晶 木下美佳 古滝龍馬 渡部勇輔 古賀遼也 松田勘汰 服部洋子 Wish 伊藤敦子 石川直樹 梅村利恵子 竹内淳子 北沢理絵 石原裕介 小川真紗代 神山奈央 川久保彩紅 三瓶翔太郎 孟潔 中村直美 スタジオ・タージ 土屋透治 宮原奈緒子 南龍介 小栁寿志 畑中章行 スタジオステップ 石川怜子 鈴木よし子 篠沢ハル美 鈴木裕太 神谷操一 吹野昇治 垣内安貴子 ORANGE AN YOUNG AE JUNG HYE RA MOON SUNG HEY SHIN HYUN JUNG JUN EUN JOO CHOI SU KYOUNG KIM EUN HEE HAN MYUNG SUN LEE YEON JU OH KYUNG HEE KIM SEON MI PARK HEE JUNG アニタス神戸 スタジオアド Be-Loop スタジオギムレット イーゲルネスト デファー 旭プロダクション サンシャインコーポレーション A-Real MarBean Animation RIC Triple A 寿門堂 |
| オープニング背景               | 矢野きくよ |
| エンディング背景               | 高橋佐知 |
| 背景                           | アトリエローク07 皆谷透 室田恵実 石原美由紀 田久智穂 中山恵利加 高大浩 沼井信朗 鈴木恵理奈 渡辺美穂 スタジオ・ユニ 明石聖子 古賀徹 河合伸治 鈴木朗 越膳滝美 天水勝 スタジオ美峰 高峯義人 扇山秋仁 VO VUONG NGUYEN HUY PHAM AN TRAN TUAN VO XUYEN LE THAO NGUYEN MI DO QUYEN HUY KHAM BAO HUONG HOAI AN HONG HA VAN BINH NGOC PHUONG 中尾道弘 宮良子 池田玲子 小名木麻起子 知本祐太 八鍬麻衣 テレコムアニメーションフィルム アトリエブーカ スタジオワイエス GACHI Production NARA Animation STUDIO SEY |
| CG制作                         | オクティグラフィカ 神林憲和 沖田貢靖 橋本美紀 増渕雅子 郷原市子 |
| コンポジット                   | アニメフィルム 桶田一展 西山朋広 山田廣明 倉田佳美 木次美則 鈴木浩司 下村博文 松澤秀子 大森美奈子 手塚智鶴子 土岐浩司 梅田俊之 |
| 特殊効果                       | 佐藤香織 |
| 監修                           | 熊谷正弘 |
| 音響制作                       | オーディオ・プランニング・ユー |
| ミキサー                       | 山本寿 |
| アシスタント・ミキサー         | 小沼則義 |
| ダイアログ・エディター         | 田口信孝 |
| 音響制作デスク                 | 穂積千愛 太田恵理子 |
| 音響効果                       | グループ・アンド・アイ |
| 背景音楽制作                   | |
| 音楽録音エンジニア             | 青柳延幸 |
| アシスタントエンジニア         | 五十嵐覚 岸本浩幸 板橋聖志 |
| マニピュレーター               | 有馬孝哲 |
| コーディネート                 | 関谷典子 |
| 制作協力                       | 澤原豊 長田直也 吉田奈生 深澤恵梨香 |
| 音楽協力                       | テレビ朝日ミュージック |
| 編集スタジオ                   | 岡安プロモーション |
| 編集助手                       | 藤本理子 山田健太郎 |
| ポストプロダクション           | 東京現像所 |
| HD編集                         | 山本洋平 金沢佳明 |
| DCPマスタリング                | 千木良保宣 脇坂美緒 |
| フィルムレコーディング         | 増田悦史 |
| タイミング                     | 小泉洋子 |
| ラボ・デスク                   | 丸山裕子 |
| ラボ・マネージメント           | 酒見弘人 |
| アニメーション協力             | ベガエンタテイメント 松土隆二 武井健 滝島久美子 河村武雄 馬場潤 |
| 時代考証                       | 富田京一 |
| 掲載                           | 小学館の児童誌 めばえ てれびくん 幼稚園 月刊コロコロコミック 学習幼稚園 別冊コロコロコミック 小学一年生 コロコロイチバン! 小学二年生 ぷっちぐみ |
| 宣伝プロデューサー             | 土肥直人 |
| 宣伝                           | 豊田幸宏 荒尾健一 秋山智美 青木郁弥 下森翠 浅原聡子 |
| 予告編制作                     | 蔦川亜希 |
| 予告編演出                     | 野々市谷有美 居場礼香 澤岻正子 |
| 予告編CG                       | 津田輝王 関口里織 |
| トータル アートディレクション  | 浜辺明弘 |
| グラフィックデザイン           | 中嶋達也 佐藤里奈 |
| グラフィックコピーライト       | 福部明浩 |
| グラフィックイラストレーション | 金子ナンペイ |
| オフィシャルWEB                | 村田大典 蓮沼祐治 |
| おまけ映像                     | 高橋敦史 ヒョーゴノスケ 杉﨑聡 増泉路子 |
| プロモーションプロデュース     | 天野賢 中村航平 佐々木礼子 堤直之 野﨑裕子 |
| 宣伝統括                       | 篠田芳彦 |
| 協力                           | 北海道テレビ 青森朝日放送 岩手朝日テレビ 東日本放送 秋田朝日放送 山形テレビ 福島放送 新潟テレビ21 長野朝日放送 静岡朝日テレビ 北陸朝日放送 名古屋テレビ放送 朝日放送 広島ホームテレビ 山口朝日放送 瀬戸内海放送 愛媛朝日テレビ 九州朝日放送 長崎文化放送 熊本朝日放送 大分朝日放送 鹿児島放送 琉球朝日放送 川崎市 藤子・F・不二雄ミュージアム 高岡市 藤子・F・不二雄ふるさとギャラリー |
| 「夢のペット誕生コンテスト」   | 最優秀賞 那須希美子 (ドラえもんチャンネル部門) 中山祐希 (コロコロコミック部門) 浅水結嗣 (ぷっちぐみ部門) 畠山陽翔 (コロコロイチバン!部門) 萩原蒼斗 (てれびくん部門) 徳永色 (めばえ部門) 太田代望伊 (幼稚園部門) 佐藤未依菜 (小学一年生部門) さいとうすみれ (小学二年生部門) 南温仁 (テレビ朝日部門) 中田光陽 (映画館部門) 鈴木健心 (川崎市 藤子・F・不二雄ミュージアム部門) 本田夏輝 (ドラゼミ部門) 荒木えみ (ドラえもん わくわくスカイパーク部門) 北川真帆 (ドラキッズ/小学館アカデミー部門) 深田たくと (TSUTAYA部門) 芹田恋 (J:COM部門) 栗山空大 (朝日新聞部門) 松山亜緒 (サークルKサンクス部門) 梅原寛明 (TOKAI部門) 笹渕倖 (はるやま商事部門) 林玲花 (Yahoo! JAPAN部門) 木村愛 (LIVE DAM STADIUM部門) |
| 制作進行                       | 佐藤大真 佐藤創太 新崇雄 田原麻美 落合竜太郎 篠田宇俊 |
| 制作デスク                     | 河西麻利子 笠木昇 中村和喜 |
| アシスタント プロデューサー    | 川崎栞 磯田ゆう |
| プロデューサー                 | 川北桃子 滑川親吾 鶴崎りか 小野仁 高橋麗奈 山田卓司 吉田健司 |
| 「映画ドラえもん」制作委員会   | 飯塚洋介 石関暁 相賀信宏 勝山健晴 岸義彦 小西麻理 徳山雅記 藤河英雄 藤田健一 牧野ひろみ 松元章展 吉田冠 平泉季里子 梶淳 高木智悌 浅田幸男 後藤正太郎 佐藤絵里子 櫻田貴博 斎藤清美 鈴木美穂 相原栄光 佐藤理絵 佐藤隆一 尾﨑瑞季 藤澤佑介 草野友 島田正吾 佐藤学 伊藤悠公 佐藤航洋 池上陽平 狩野茉莉花 鈴木ひとみ 小西佑平 池田光子 清水智美 大谷絵里 吉永裕香 |
| 配給                           | 東宝 |
| 制作                           | 藤子プロ FUJIKO PRO 小学館 テレビ朝日 ADK ShoPro シンエイ動画 |
|                                | ©藤子プロ・小学館・テレビ朝日・シンエイ・ADK 2016 |

## 主題歌
オープニングテーマ「夢をかなえてドラえもん」
作詞・作曲 - 黒須克彦 / 編曲 - 大久保薫 / 歌 - mao / コーラス - ひまわりキッズ（コロムビア）
エンディングテーマ「空へ」
作詞・作曲・編曲 - 山崎将義 / 歌 - 山崎まさよし（EMI Records）
主題歌は山崎が本作のために書き下ろした。メロディーに飛翔感、歌詞にのび太の成長を表現している。主題歌の制作にあたり、1989年に公開された第1期の日本誕生を観て、本作のイメージをつかんだという。2016年2月26日から4月22日まで「ウンタカダンス」に代わり、テレビアニメのエンディングとして放送された。なお、今作から『ドラえもん のび太の宇宙小戦争 2021』（2022年）まで6作品連続で、男性アーティスト（グループも含む）が映画主題歌を担当した。

## 製作
本作では、『のび太の宇宙英雄記』で用いられたテレビアニメ版と同じく均一の描線から『新・のび太の大魔境 〜ペコと5人の探検隊〜』までアニメ第2作第2期シリーズ映画の特徴でもあった鉛筆のタッチと筆圧の強弱を意識した描線に再変更された。また、美術背景は『新・のび太の大魔境 〜ペコと5人の探検隊〜』に引き続き清水としゆきが担当し、テレビアニメ版に近い作風で描かれている。また、旧作にはなかった、のび太の両親がのび太を心配したり、のび太の3匹の架空動物との強い結びつき、タイムパトロール隊長がのび太のある悲しみを理解し、思いやるなどといった、各登場人物が心情を想う描写も挿入されている。更にタイムパトロールが終盤の展開に強く関わった原作・旧作から、今作ではラストバトルが改変されて主人公であるドラえもんがギガゾンビと直接戦ってしっかり決着をつけたり、途中でドラえもんらとはぐれてしまったのび太が自らの力で立ち上がろうとするなど、ドラえもんやのび太たちが自力で困難を乗り越えていく姿が描かれている。旧作・原作では名前のみ登場だった、スネ夫のママとしずかのママも台詞無しで登場したが、旧作・原作にあった先生の登場場面がカットされている。
原作および旧作には名前しか登場しないドラミが登場する。彼女が映画に登場するのは『ドラえもん のび太のひみつ道具博物館』（2013年）以来3年ぶり。一方で、オリジナルキャラクターの登場しないリメイクは『のび太の恐竜2006』以来となる。
旧作の古生物への入れ替え・代役が行われており、毛犀、ワニ、サーベルタイガーが、順にバイソン、オオサンショウウオ、ホモテリウム（いずれも現生種ではなく古代種）に変わっている。また、旧作同様、トキが登場しており、ジャイアンがトキの絶滅を心配をするシーンがある。
『ドラえもん のび太と緑の巨人伝』（2008年）以来8年ぶりに挿入歌がなく、そのかわりに本作では主題歌である「空へ」とオープニングテーマの「夢をかなえてドラえもん」をオーケストラ風にアレンジした劇伴が挿入されている。
過去の映画をオマージュした場面や描写、台詞がいくつか登場しており、特に『のび太の恐竜2006』を意識した物が多い。
本作は過去のリメイク作品と同様、新作書下ろし漫画が一切ない。他リメイクにはアナザーストーリー（超特別編）や四コマ漫画があるのだが、本作にはそういう漫画が全くない。
映画のタイトルロゴデザインや宣伝スタイルが『のび太の宇宙英雄記』までの物とは一線を画した物となっているのも大きな特徴である。「映画ドラえもん」の「映画」の部分が映画フィルムをイメージしたデザインに変更されたほか、「日本誕生」の文字部分にいたっては荘厳なイメージでデザインが施されている。ポスターなどに使用されるキービジュアルはイラストレーターの金子ナンペイが原画の仕上げを担当し、リアルタッチで濃い画風を生かした独特の雰囲気を持つビジュアルへと仕上げた。宣伝ポスターについても前述のキービジュアルを使用した物のほか、2種類の横長式の物が存在する。こちらは映画のロゴと同じく立体的に描かれた赤い円を中央に配し、ドラえもんの鼻としっぽの部分を再現した非常にシンプルなデザインとなっている（この鼻としっぽにはのび太たちのシルエットが映りこんでいる）。前者が白を基調に、後者が青を基調としている。

### ゲスト声優
ゲスト声優は新日本プロレスの棚橋弘至と真壁刀義、お笑い芸人の小島よしおの3人。本作ではクラヤミ族役を務めるほか、子役のエヴァとともにスペシャル応援団「ウンタカ!ドラドラ団」を結成。応援ソングの「ウンタカダンス」がテレビアニメ『ドラえもん』のエンディングテーマとして2015年10月30日から2016年2月19日と同年4月29日より放送された。

### おまけ映像
第2期の映画では恒例となっている、エンドロール後のおまけ映像(次作の予告)の内容は、一面に覆われた氷の上にエスキモー姿のドラえもんが立ち、氷の下（地下）にある何らかの建造物が映ったところで2017年春の最新作の公開が告知された。2016年7月15日に最新作のタイトルが『ドラえもん のび太の南極カチコチ大冒険』であることが発表された。

## 興行成績
全国374スクリーンで公開され、2016年3月5、6日の初日2日間で興収6億3703万5600円、動員54万4816人となり、映画観客動員ランキング（興行通信社調べ）で初登場第1位を獲得。5月5日までの62日間で動員355万9407人、興収40億3714万8300円を記録（東宝調べ）し、アニメ第2作2期シリーズとしては最高記録であった『のび太のひみつ道具博物館』（2013年）の39億8000万円を上回った。最終興行収入は41億2000万円となった。

## DVD・ブルーレイ
2016年8月10日にDVD・ブルーレイの発売とレンタルが開始された。初回生産分には「エンディングイラスト・ポストカードセット(10枚組)」が封入される。

## 関連企画

### ウンタカダンス
本作の宣伝を目的とした応援ソング。テレビアニメ『ドラえもん』の2015年10月30日放送分から、期間限定でエンディングテーマとして使用されている。舞台は7万年前で、出演者は本編で登場する「クラヤミ族」という設定で原始時代を彷彿とさせる衣装を身にまとっている。毎回、ドラえもんとのび太がタイムテレビで7万年前の世界を見ていると、タイムテレビの画面の奥で突如、ウンタカ!ドラドラ団らが「ウンタカダンス」をはじめていたが、2016年1月15日放送分からは歌詞が異なるバージョンが使用され、1月22日放送分よりドラえもんらは登場せず直接「ウンタカダンス」の映像が放送されるようになった。2月24日、ユニバーサルミュージックよりCD＋DVDのパッケージが発売。
『ウンタカ!ドラドラ団』
メンバー - 棚橋弘至・真壁刀義・小島よしお・エヴァ・ツチダマ
本作の宣伝を目的に結成されたもので「ウンタカダンス」のほかに棚橋と真壁、小島は映画本編の声優にも挑戦している。また、映画に登場するキャラクター・ツチダマが着ぐるみ姿でダンスに参加しており、アニメのエンディングテロップの「ウンタカ!ドラドラ団」の欄に「ツチダマ」と表記されている。
『ウンタカダンス』
作詞・作曲・編曲 - 平野航 / 振り付け - 振付稼業air:man
歌 - ウンタカ!ドラドラ団（EMI Records）
企画 - 滑川親吾(テレビ朝日) / 演出 - 斎藤渉(EPOCH)

### 原画展「のび太の日本誕生と時空の旅」
藤子・F・不二雄ミュージアムの企画展として開催。会期は2015年7月10日から2016年6月30日を予定。『のび太の日本誕生』をはじめとする”時空の旅（タイムトラベル）“が登場した藤子F作品の原画を特集・展示。合わせてミュージアムカフェでは『のび太の日本誕生』に登場する「畑のレストラン」を模したメニューなどを追加している。

### 家庭用ゲーム
ドラえもん 新・のび太の日本誕生
フリューより2016年3月3日に発売されたニンテンドー3DS用ゲームソフト。

### 映画ドラえもん 夢のペット誕生コンテスト
小学館各誌や各企業で募集。作中でのび太が作るペットにちなんだイラストコンテストで、最優秀賞受賞者は映画のエンドロールで紹介されたほか、金子志津枝によるエンディングイラストでアイディアのペットたちが登場した。

### 空想動物サファリパークと約束の笛
2016年3月11日に映画連動エピソードとして放送された特別企画。『のび太の日本誕生』内では台詞でしか登場しない空想動物サファリパークを舞台に、ドラえもんたちの活躍を描く。「映画ドラえもん 夢のペット誕生コンテスト」テレビ朝日優秀賞受賞者が描いたペットたちがアニメ内に登場していた。

### 『映画ドラえもん のび太の日本誕生』4K配信
ジュピターテレコムがJ:COMオンデマンドにて『ドラえもん のび太の日本誕生』（1989年）の4Kリマスター版を配信。『映画ドラえもん』シリーズおよびアニメーション映画の本編を4K解像度に対応させたのは本作品が初となる。また、その制作過程を記録した『「映画ドラえもん のび太の日本誕生」4Kメイキング』が2016年2月28日から5月31日までJ:COMオンデマンド他にて配信。

### 野比家にかかる!! ドラえもんテレフォン
本作の公開を記念して開始した、ドラえもんやのび太たちと会話などができる電話サービス。期間は2016年2月15日から5月31日。大反響による回線混雑のため、新しい電話番号の設置が行われた。

### ツチダマ駅
ツチダマのモチーフとなっている遮光器土偶は青森県つがる市館岡地区で発見されており、それに関連づけJR五能線木造駅の駅名が期間限定で「ツチダマ駅」と呼称。3月20日、ドラえもんは一日駅長に任命されたほか、5月8日まで映画とのコラボレーション企画が行われる。

### Do-Radio 映画チャン★ドラジオ
ポッドキャストのwebラジオ番組。ドラえもんとのび太がパーソナリティーを務め、ゲストとしてしずかが出演。映画の見所紹介やクイズなどを行った。

### 映画ドラえもん×モンスト
ゲームアプリ『モンスターストライク』とのコラボ。2015年の『宇宙英雄記』同様、期間限定でコラボイベントを開催している。